# Audi Q5 e-tron
Der Audi Q5 e-tron ist ein batterieelektrisch angetriebenes SUV der Audi AG. Er ist nach dem Q4 e-tron das zweite elektrische Audi-SUV, das auf dem Modularen E-Antriebs-Baukasten (MEB) der Volkswagen AG basiert. Im Gegensatz zum Q4 e-tron wird der Q5 e-tron, ebenso wie sein Pendant VW ID.6, ausschließlich in China hergestellt und vermarktet.

## Geschichte
Einen ersten Ausblick auf das SUV präsentierte Audi im April 2021 auf der Shanghai Auto Show mit dem Audi Concept Shanghai. Das Serienfahrzeug mit drei Sitzreihen wurde schließlich auf der Guangzhou Auto Show im November 2021 vorgestellt. Die Produktion des Q5 e-tron erfolgt seit 2022 bei SAIC Volkswagen in Anting.
Im November 2023 wurde auf der Guangzhou Auto Show das Sondermodell Bayern München vorgestellt, das für Fans des Fußballvereins gestaltet wurde.

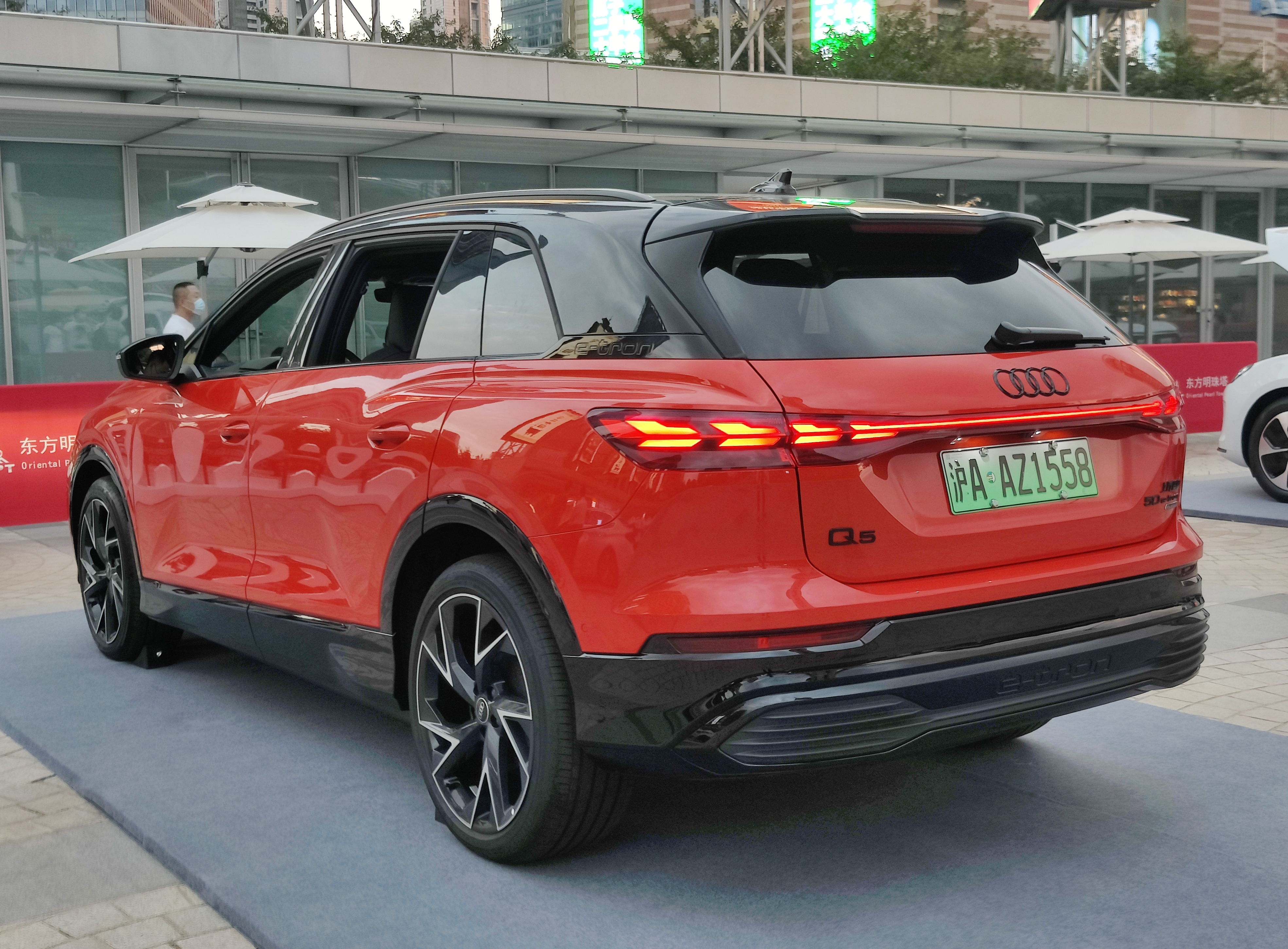
Heckansicht
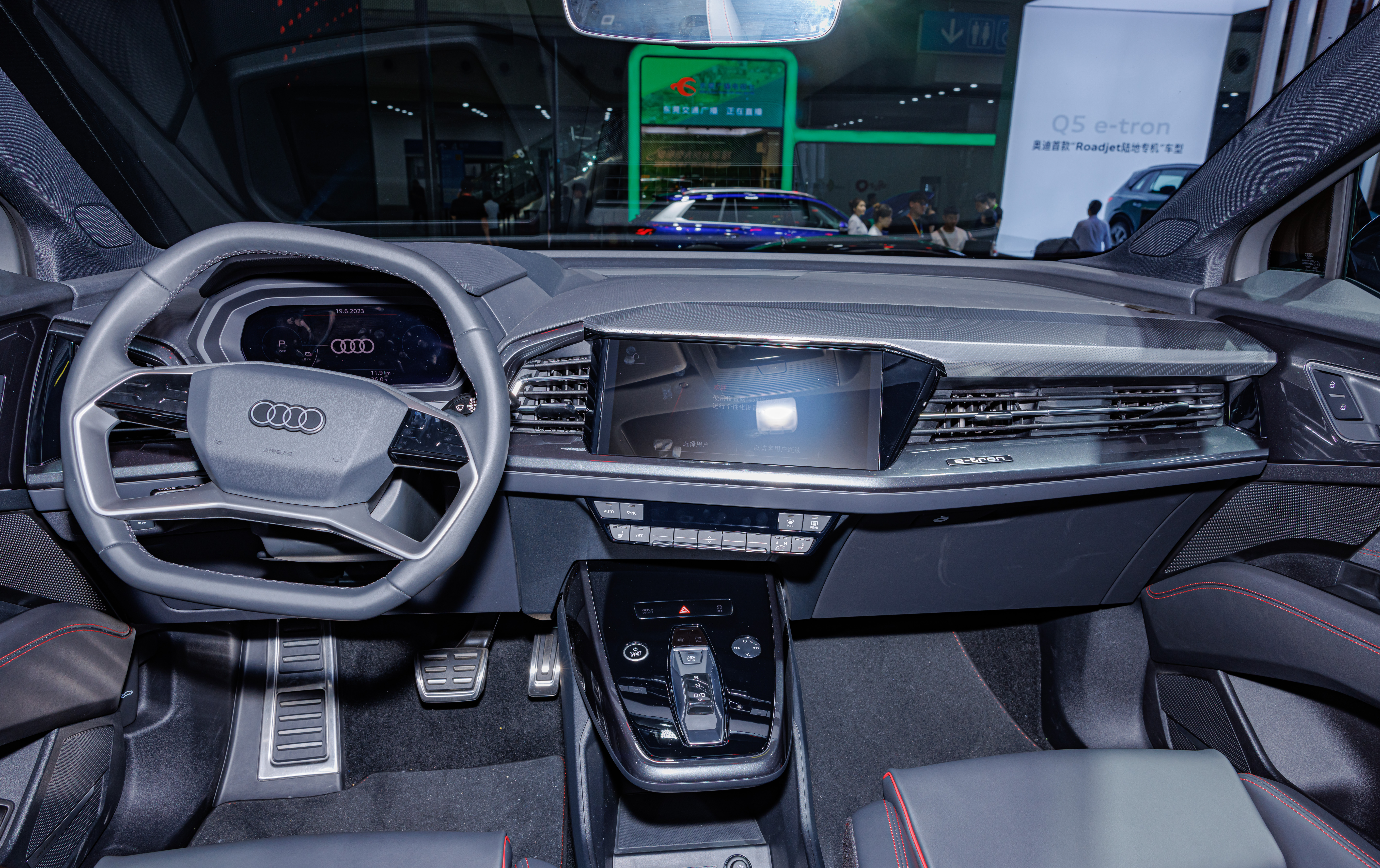
Innenansicht

## Technische Daten
Wie beim ID.6 gibt es die Baureihe mit Heck- und mit Allradantrieb. Im Gegensatz zum Volkswagen ist nur eine Batteriegröße erhältlich, die eine Reichweite von bis zu 560 km ermöglicht.
|                             | 40 e-tron                                 | 50 e-tron quattro                                                       |
| --------------------------- | ----------------------------------------- | ----------------------------------------------------------------------- |
| Bauzeitraum                 | seit 02/2022                              | seit 02/2022                                                            |
| Motorart                    | 1× Dreiphasenwechselstrom-Elektromaschine | 2× Dreiphasenwechselstrom-Elektromaschine                               |
| Motorbauart                 | permanentmagneterregte Synchronmaschine   | hinten: permanentmagneterregte Synchronmaschine vorn: Asynchronmaschine |
| Leistung, Peak              | 150 kW (204 PS)                           | 225 kW (306 PS)                                                         |
| Drehmoment, Peak            | 310 Nm                                    | 460 Nm                                                                  |
| Antriebsart, Serie          | Heckantrieb                               | Allradantrieb                                                           |
| Getriebe, Serie             | zweistufig übersetztes Eingang-Getriebe   | zweistufig übersetztes Eingang-Getriebe                                 |
| Beschleunigung, 0–100 km/h  | 9,3 s                                     | 6,7 s                                                                   |
| Höchstgeschwindigkeit       | 160 km/h                                  | 160 km/h                                                                |
| Energieverbrauch auf 100 km | 15,9 kWh                                  | 17,0 kWh                                                                |
| Batteriekapazität           | 83,4 kWh                                  | 83,4 kWh                                                                |
| Reichweite                  | 560 km                                    | 520 km                                                                  |